# Niederscheveling
Niederscheveling ist eine Hofschaft von Wipperfürth im Oberbergischen Kreis im Regierungsbezirk Köln in Nordrhein-Westfalen (Deutschland).

## Lage und Beschreibung
Die Ortschaft liegt im Nordosten von Wipperfürth auf einem Höhenrücken südwestlich des Dorfes Kreuzberg an der Neyetalsperre. Nachbarorte sind Dreine, Fliegeneichen, Kreuzberg, Hinterwurth, Schleise und Hungerberg. Erschlossen wird der Ortsteil durch die Verbindungsstraße zwischen Harhausen und Kreuzberg. Im Ort entspringt der in den Bach Schleise mündende Vorderwurther Siepen.
Der Ort besteht aus vier Häusern, wobei eines ein Doppelhaus ist. An der Dorfstraße ist eine Vielzahl von landwirtschaftlichen Geräten und Gebrauchsgegenständen ausgestellt. Die noch vorhandenen gut erhaltenen alten Holzscheunen bezeugen ebenfalls die landwirtschaftliche Tradition von Niederscheveling.
Politisch wird der Ort durch den Direktkandidaten des Wahlbezirks 11 (110) Kreuzberg im Rat der Stadt Wipperfürth vertreten.

## Geschichte
1263 wird Niederscheveling erstmals unter der Bezeichnung „Szeveline“ genannt. Ein Ritter „Hartlev von Dromere“ zahlt dem Kölner Apostelstift für ein Grundstück am Scheveling einen Jahreszins. Ab der Karte Topographische Aufnahme der Rheinlande von 1825 wird der Ort mit „Nied. Scheveling“ bezeichnet.

## Busverbindungen
Über die im Nachbarort Kreuzberg gelegene Bushaltestelle Kloster der Linie 338 (VRS/OVAG) ist eine Anbindung an den öffentlichen Personennahverkehr gegeben.

## Wanderwege
Die vom SGV ausgeschilderten Wanderwege A1 und der X3 Talsperrenweg führen durch die Ortschaft.

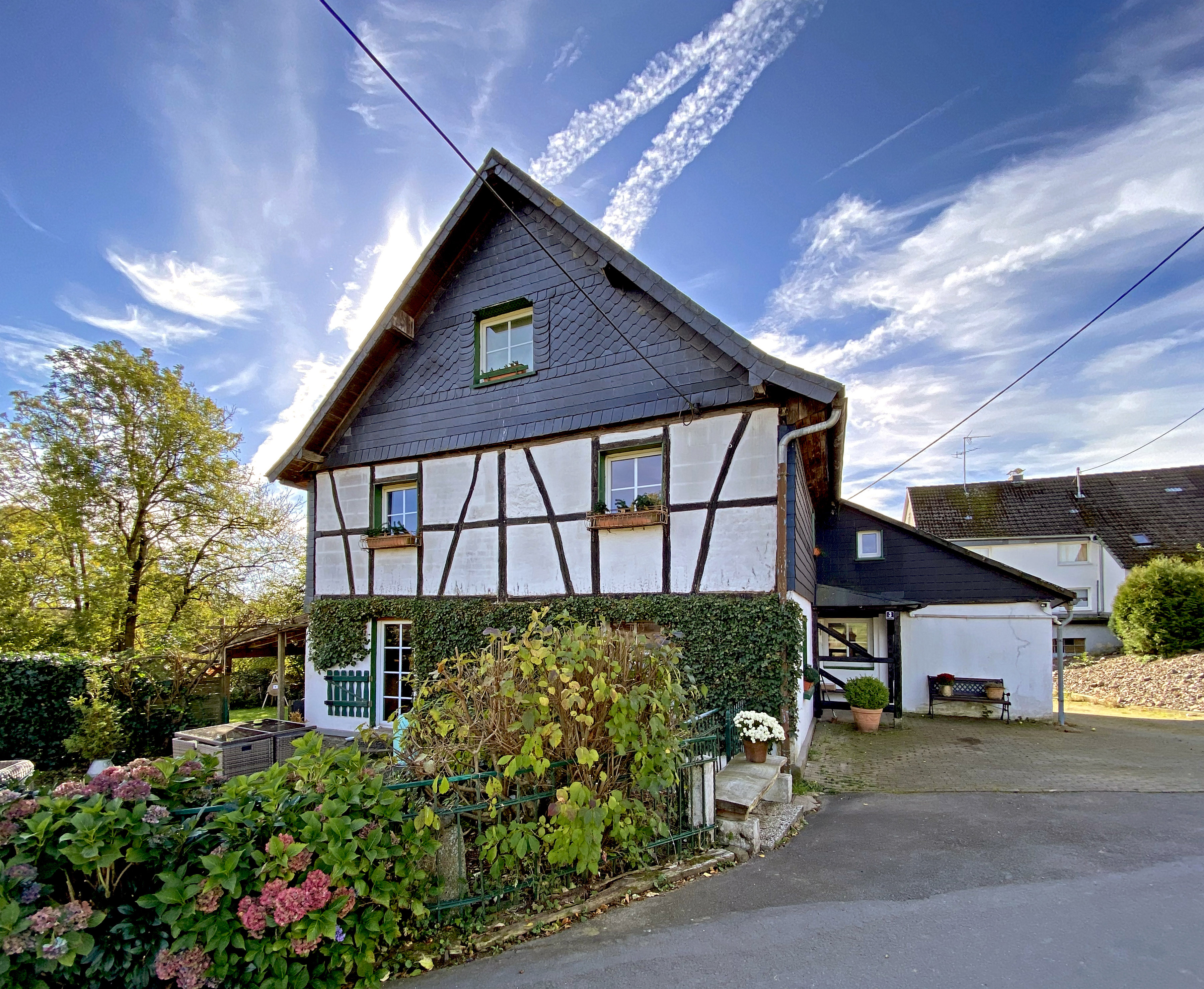
Fachwerkhaus
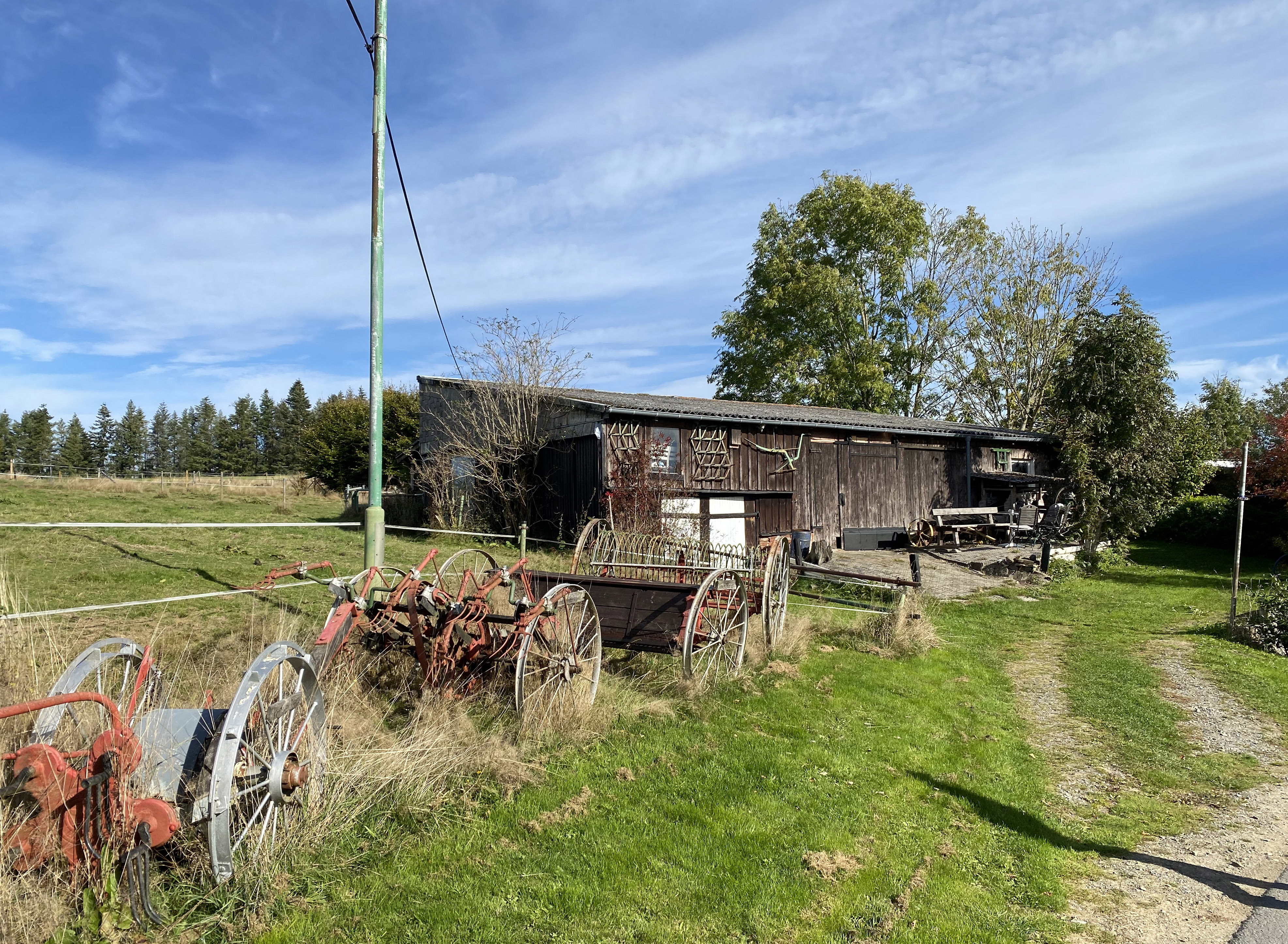
landwirt. Gerätschaften
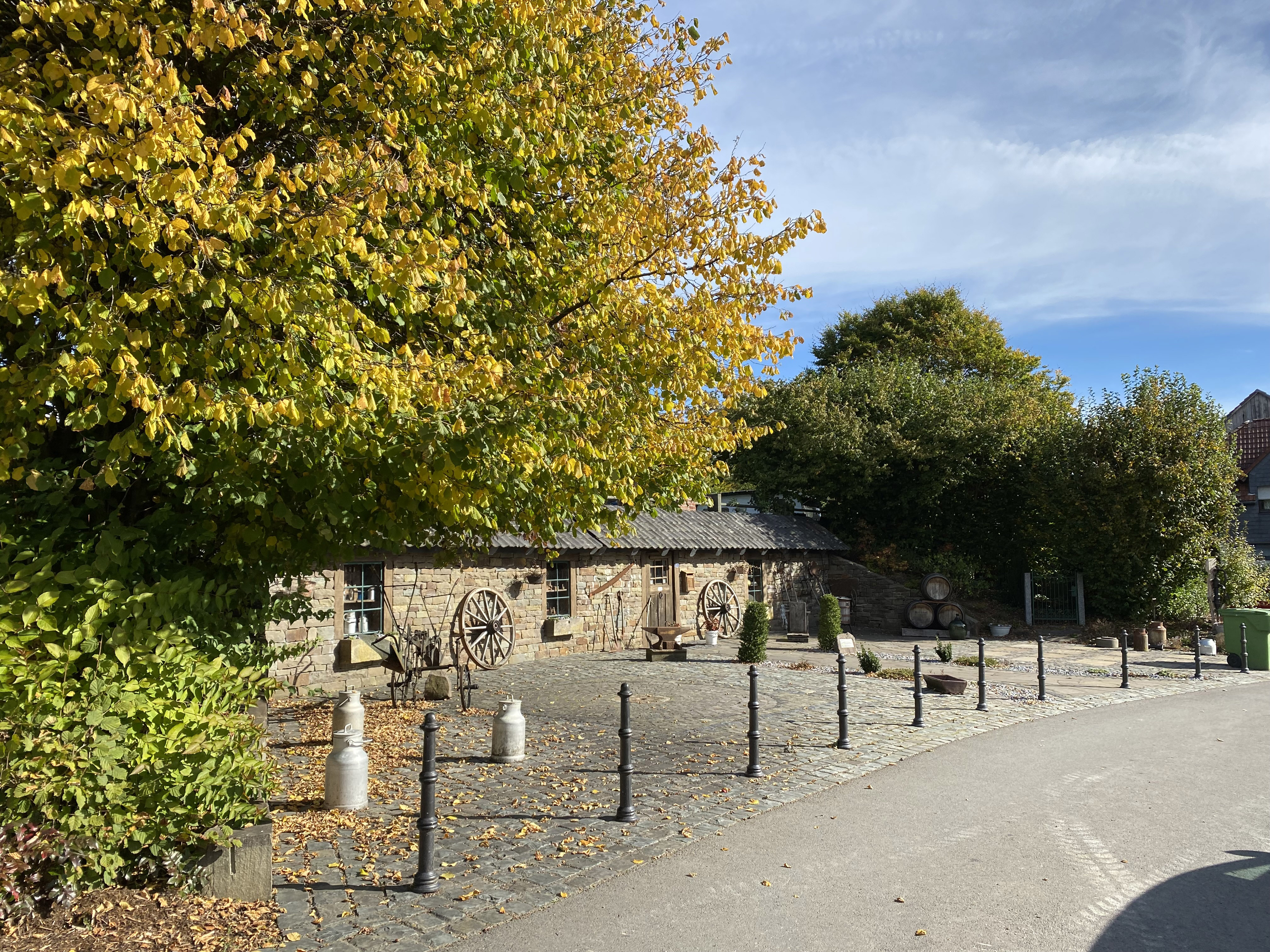
landwirt. Gerätschaften
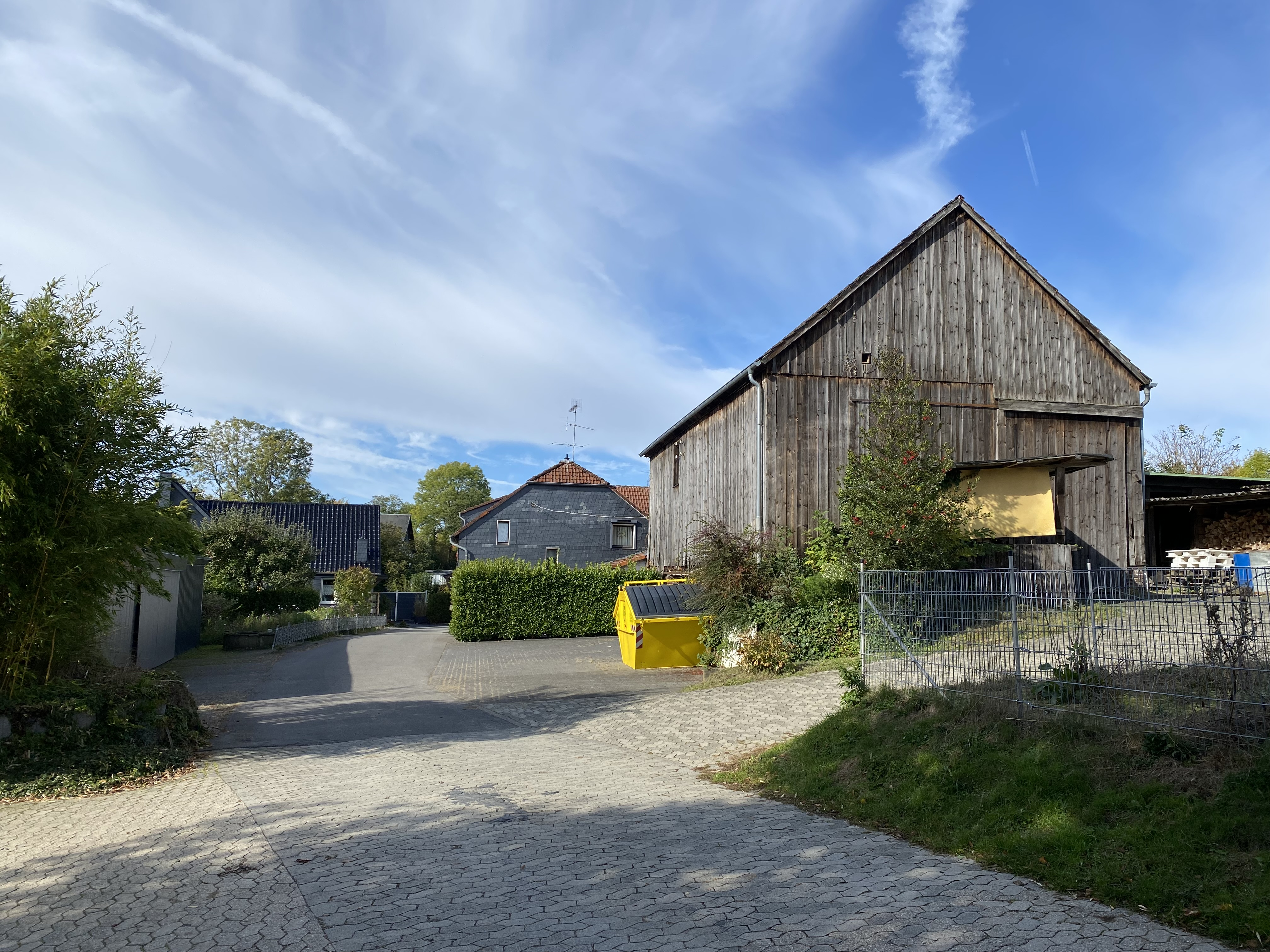
Alte Holzscheune
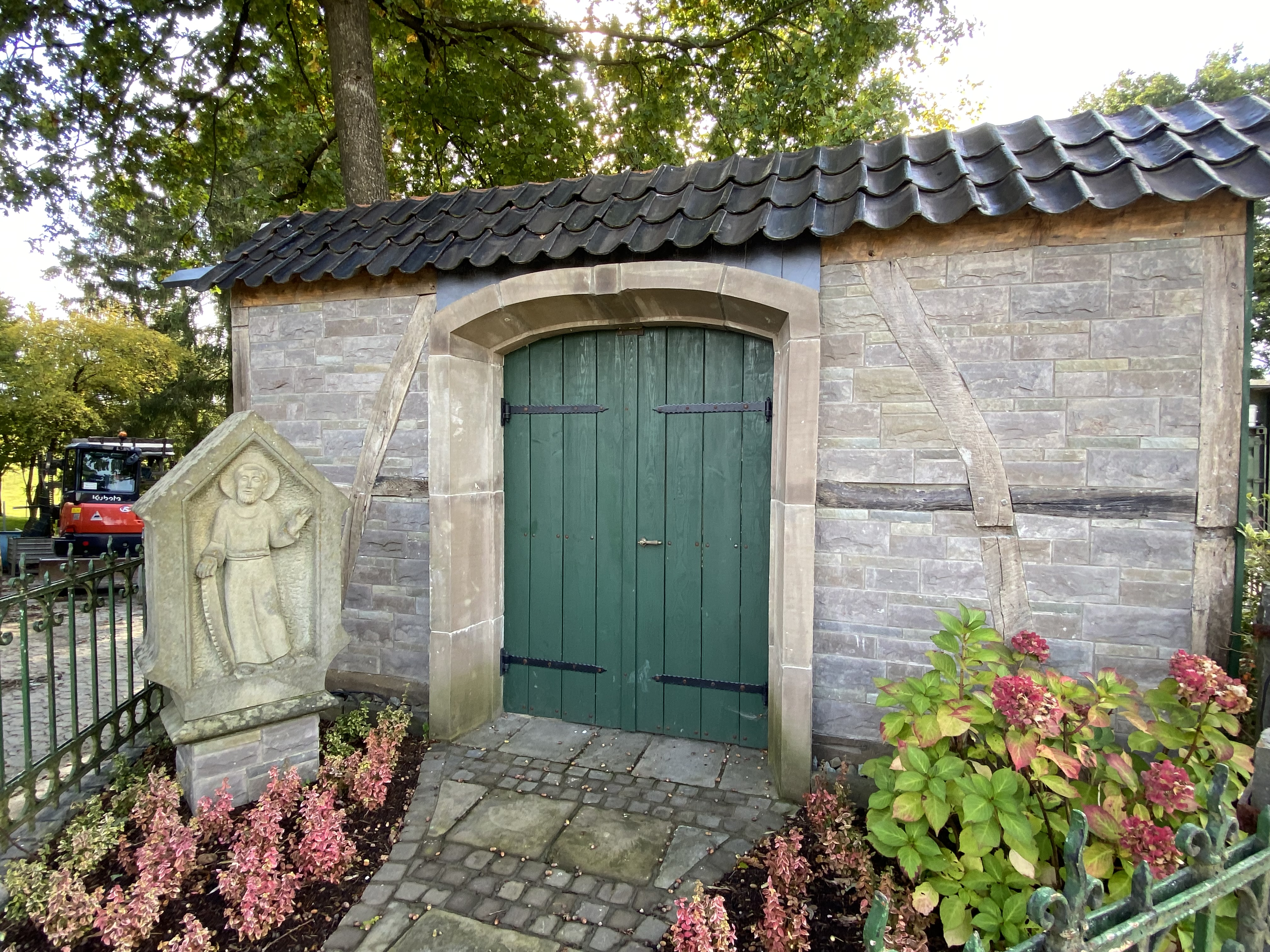
Garteneingangstor